# Berrya pacifica
Berrya pacifica là một loài thực vật có hoa trong họ Cẩm quỳ. Loài này được A.C.Sm. mô tả khoa học đầu tiên năm 1950.